# Grzegorz Smakowski
Grzegorz Smakowski (ur. 1951) – polski koszykarz występujący na pozycji skrzydłowego, dwukrotny  mistrz Polski.

## Osiągnięcia
Na podstawie, o ile nie zaznaczono inaczej.
Zawodnicze
- Mistrz Polski (1972, 1973)